# Syzygium apetiolatum
Syzygium apetiolatum är en myrtenväxtart som beskrevs av J.W.Dawson. Syzygium apetiolatum ingår i släktet Syzygium och familjen myrtenväxter. Inga underarter finns listade i Catalogue of Life.